# كين مور
كين مور (4 يناير 1940 - 23 مارس 1998)  (بالإنجليزية: Ken Moore)‏ هو لاعب كريكت بريطاني.